# Argos (pies)
Argos (stgr. Ἄργος Argos, łac. Argus) – w mitologii greckiej pies Odyseusza; symbol psiej wierności.
Występuje w Odysei Homera. Rozpoznał swojego pana, na powrót którego czekał 20 lat (10 lat wojny trojańskiej i 10 lat tułaczki), pomimo że ten zamieniony był przez Atenę w żebraka. Zaraz po tym zmarł.